# Marcgraviastrum
Marcgraviastrum là một chi thực vật có hoa trong họ Marcgraviaceae.

## Loài
Chi Marcgraviastrum gồm các loài: